# 上海新闻广播
31°11′49″N 121°24′27″E / 31.196883°N 121.4075036°E
上海人民广播电台上海新闻广播，简称上廣，成立於1949年5月27日。原先上海人民廣播電台指一家電臺單位，包含上海市的幾個廣播頻率。但在上海文廣新聞傳媒集團成立將上海人民廣播電臺和上海東方廣播電台合併後，現在的“上海人民廣播電臺”一般指的是上海新闻广播（FM93.4、AM990）。

## 歷史
- 1949年5月27日成立，前身為國民政府辦的上海廣播電台。
- 1988年1月1日，浦江之聲電臺開播，又恢復了短波對臺灣及海外廣播。
- 1996年10月從北京東路外灘广播大楼遷至虹橋路廣播大廈[1]。
- 2015年2月2日起，上海人民广播电台主频率正式定名为“上海新闻广播”，但仍保留“上海人民广播电台”的呼号，两者同时使用[2]。

## 主要節目
- 清晨新闻
- 990早新闻
- 市民與社會
- 海波热线（原名990听众热线）
- 市民政务通
- 記錄XXXX（XXXX为播出年份）
- 法眼看天下
- 第九套广播体操
- 今晚（原名990晚间新闻、今晚听新闻）
- 新闻编辑室（原名晚安上海、990夜新闻）
- 活过100岁

上海新闻广播每日22:00（周末从《新闻联播》重播结束起，一般为21:30）至次日5:00转播央视新闻频道节目。

## 主播
- 吳思源
- 蘭馨
- 高源
- 鐘書
- 曉聞
- 秦暢（胡曉麗）
- 肖玲
- 小窗
- 潔蕙
- 淳子
- 李欣
- 臻臻
- 沈蕾
- 海兒（章海红）

## 外部連結
- 频率官方网站（页面存档备份，存于）